# Ито, Масахиро
Масахиро Ито (яп. 伊藤 暢達 Ито Масахиро, 1 июня 1972, Сайтама) — японский геймдизайнер, иллюстратор и арт-директор, получивший известность за работу в качестве дизайнера монстров первых трёх игр серии Silent Hill.

## Биография и карьера
Ито родился в 1972 году в городе Сайтама, в 1997 году окончил Университет искусств Тама по специальности «графический дизайн». В студенческие годы его вдохновляло творчество Хорста Янссена.
Присоединился к Konami в 1997 году и стал частью команды Team Silent, где он работал в качестве дизайнера монстров для первой части игры Silent Hill, арт-директором в Silent Hill 2, и Silent Hill 3. Действие Silent Hill 2 происходит в конце 1970-х или начале 1980-х годов. Silent Hill 3 изначально должен был стать рельсовым шутером, а не сиквелом. Поскольку вторая часть стартовала в японской продаже не очень хорошо, то «план был ужасный». На это потратили много времени и часть бюджета. Ито радовался, что от такой модели всё-таки отказались. Вышедшим в 2012 году изданием Silent Hill HD Collection он был разочарован, назвав релиз «убогим» и добавив «OMG!».
После выхода игры Silent Hill 4 в 2004 году, группа Team Silent была расформирована. Ито и сценарист Хироюки Оваку продолжили работать вместе над мангой Silent Hill: Cage of Cradle (2006), опубликованной Konami, загружаемой для сотовых телефонов только в Японии. Обложки для японских версий Silent Hill: Homecoming и Silent Hill: Downpour так и не увидели свет по причине отмены изданий.
В свободное время Масахиро изучал русский язык (прабабушка была из России), признаваясь, что увлечён русской и германской культурой 1940-х годов. Так, работая над SH Zero, он хотел назвать Пирамидоголового русским именем: «Я размышлял над русским и английским наименованием этого монстра, и понял, что английское ему совсем не подходит. Русское название так и вертелось у меня в уме». Также Ито трудился для японских карточных игр и участвовал в проекте Metal Gear Solid 4. Он является автором книги по искусству под названием The 2nd Wild Pig, которая доступна только в Японии. Одними из источников вдохновения для дизайнера при создании Silent Hill 2 стали роман «Преступление и наказание» и произведения русских художников-авангардистов. Автор часто подписывает свои работы кириллицей. Ито является большим поклонником немецких и советских танков и самолётов Второй мировой войны: края шлема «Пирамидоголового» вдохновлены боковой юбкой «Королевского тигра». В аниме ему понравились MS-06S Char's Zaku II из Mobile Suit Gundam и серийные Евы из фильма «Конец Евангелиона». Конце 1990-х годов Ито часто слушал альбом The Fat of the Land группы The Prodigy, и Кит Флинт в клипе на песню «Breathe» косвенно повлиял на дизайн потусторонней школы в первой части Silent Hill. Кроме того, дизайнер неоднократно повторял, что там идёт снег, а не пепел, опровергая теорию фанатов, смотревших экранизацию 2006 года, не являвшуюся каноном. В начале Silent Hill 2 Джеймс Сандерленд ищет глазами свою жену, а не смотрит в зеркале на игрока.
В 2008—2010 годах Sony Computer Entertainment Japan разрабатывала безымянный научно-фантастический хоррор для PlayStation 3. Главной особенностью являлась мрачная Россия в условиях постапокалипсиса. Проект отменили без анонса, об игровом процессе неизвестно ничего, как нет и официальных скриншотов.
С 2014 года Ито работал над проектом Acid Bufferzone, который намерен выпустить в виде графической новеллы. В 2016 году нарисовал концепт-арты существ, они могли появиться в новых играх, но остались невостребованными.
16 апреля 2018 года Масахиро рассказал, что у него есть идеи для хоррор-игры, но не во вселенной Silent Hill: «Мне нравится мой персонаж „Пирамидоголовый“, но я действительно не хочу его больше использовать. Как бы там ни было, сделать новый Silent Hill без него будет сложно. Так что, если бы я разрабатывал хоррор-игру, то это была бы не игра из серии SH. И одним из элементов хоррора стали бы деревья сакуры». Он опубликовал концепт-арт, который нарисовал в 2013 году для отменённой игры во вселенной Silent Hill, но в низком разрешении, потому что дал подписку о неразглашении. После отмены проекта, Ито не хватало денег при работе свободным художником.
В 2019 году Ито пригласили к сотрудничеству с Wargaming.net. Он принял участие в разработке мода Хеллоуин к World of Tanks. Также сделал дизайн двух существ в аниме «HUMAN LOST. Исповедь неполноценного человека».
4 января 2020 года Масахиро без каких-либо подробностей сообщил, что работает над новым проектом в качестве основного участника. 28 мая 2021 года Ито написал, что не знает о Silent Hill 5, но трудился над отменённой игрой в качестве арт-директора и ведущего аниматора, у которой был дизайн как у Grand Theft Auto. Проект не предполагался в жанре ужасов. В 2024 году Ито опроверг своё участие в фильме «Возвращение в Сайлент Хилл», но подтвердил работу над ремейком Silent Hill 2. Сначала он хотел отказаться от проекта (предложение поступило от продюсера Мотои Окамото примерно в конце 2019 или 2020 года), поскольку Konami одобрила бы ремейк даже без его поддержки, но затем решил присоединиться, чтобы убедиться, что в Bloober Team смогут сохранить «ядро» Silent Hill 2 наилучшим образом. Хотя по словам Ито, первоначальная идея, которую разрабатывали издатель и студия, немного отличалась от того, что они создали, дизайнер смог сохранить Silent Hill 2 в «отшлифованном и отполированном виде», чтобы новое поколение игроков смогло оценить то, что имело решающее значение для оригинала.
Тем, кто хочет попытаться выпустить продолжение Silent Hill, дизайнер рекомендовал забыть все материалы в этой серии и не делать их похожими на фан-арт. Основные темы уже были связаны со страхом и беспокойством (туман, темнота, ржавчина, заброшенность, кровь, металлические заборы и полы). Куда важнее придумать новые идеи для индустрии ужасов, чем эксплуатировать старые. «Если это не сиквел, и мне не придётся использовать Пирамидоголового или у меня будет возможность убить его во вступлении, то я без колебаний присоединюсь».
Для рисования использует графический планшет Wacom Intuos3 A5 PTZ-630, программы Adobe Photoshop CS2, Corel Painter 9 и ZBrush. О личной жизни Ито практически неизвестно, сам он рассказал, что за время учёбы в университете, разработки первых трёх частей Silent Hill и отменённого проекта у него не было девушки, поскольку на это не хватало времени.

## Работы
| Игра                                         | Дата выхода | Роль |
| -------------------------------------------- | ----------- | --- |
| Silent Hill                                  | 1999        | Дизайнер монстров                                                                                           |
| Silent Hill 2                                | 2001        | Арт-директор, дизайнер монстров, редактор CGI-графики                                                       |
| Silent Hill 3                                | 2003        | Арт-директор, дизайнер монстров                                                                             |
| Silent Hill 4: The Room                      | 2004        | Особая благодарность                                                                                        |
| Silent Hill: Cage of Cradle                  | 2006        | Иллюстратор                                                                                                 |
| Silent Hill: Origins                         | 2007        | Особая благодарность, иллюстрации «Белый охотник»                                                           |
| Acid Bufferzone                              | 2014 —      | Иллюстратор                                                                                                 |
| NightCry                                     | 2016        | Арт-директор, дизайнер монстров                                                                             |
| Metal Gear Survive                           | 2018        | Дизайнер существ                                                                                            |
| HUMAN LOST. Исповедь неполноценного человека | 2019        | Дизайнер двух существ                                                                                       |
| World of Tanks                               | 2019, 2020  | Дизайнер 3D-стилей для техники («Пантера 2», E 50, E 50 Ausf. M, Леопард 1), дизайн мини-режима на Хэллоуин |
| Silent Hill: The Short Message               | 2024        | Дизайнер монстров                                                                                           |
| Silent Hill 2 (ремейк)                       | 2024        | Дизайнер |